# سيمون كورال
سيمون كورال هو كاتب إكوادوري، ولد في 5 يناير 1946 في كيتو في الإكوادور.